# Tortoreta timbalera
La tortoreta timbalera (Turtur tympanistria) és un és una tórtora, per tant un ocell de la família dels colúmbids (Columbidae) que habita zones amb arbres o arbusts de la zona afrotròpica faltant de les àrees àrides com el Sahel africà o Namíbia.